# KYF32
かんたんケータイ KYF32（かんたんケータイ ケーワイエフサンニ）は、京セラによって日本国内向けに開発された、auブランドを展開するKDDIおよび沖縄セルラー電話の第3.9世代移動通信システム（au 4G LTE/au VoLTE）対応フィーチャーフォン（携帯電話）である。

## 概要
簡単ケータイ K012（KY012）の全面改良モデルで、一連のかんたんケータイ（旧・簡単ケータイ）シリーズとしては初となるLTEを利用したデータ通信、およびVoLTEを利用した通話サービスに対応している。また、プラットフォームにはこれまでのKCPに代わり、既存のスマートフォン用プラットフォームで知られるAndroidを基にかんたんケータイ専用に開発されたカスタムプラットフォームが搭載されている（いわゆるガラホ）。なお、本機種は日本国内での3G（CDMA2000 1x）エリア（au 3G）による音声通話（CDMA2000 1xRTT）、およびデータ通信（1xEV-DO Rel.0/Rev.A/MC-Rev.A）、国際ローミングサービス（W-CDMA網、およびGSM網）などにそれぞれ非対応のほか、更に児童向けスマートウォッチ（ウェアラブル端末）型フィーチャーフォンのmamorino Watch（ZTF31）同様、日本国内における2GHz帯エリアサービスにも非対応となる。
KDDIのLTE対応フィーチャーフォンではAQUOS K SHF31/SHF32、GRATINA 4G KYF31、mamorino Watch、AQUOS K SHF33に続く6機種目となる。
既存のKYF31をベースに60代後半以降のシニア層の多くがまったく必要としないWi-Fi（無線LAN）やFelica（おサイフケータイ）、ワンセグ、au世界サービス（国際ローミング。旧名称・グローバルパスポート）、Bluetooth、au Market、LISMO（音楽プレイヤー）、LINEなどの多くの機能・サービスを割愛し、競合ブランドとなるNTTドコモのらくらくホンシリーズ同様、主に通話とメール、カメラなどといった実用上、必要にして十分な機能・サービスだけに集約しているのが本機の大きな特徴となっている。
上記の通り、外部アプリをユーザーが自らインストールすることはできず、mamorino Watchを含むmamorinoシリーズを除く一連のKDDIのLTE対応フィーチャーフォンでは後発の「かんたんケータイ ライト」ことKYF43と共にWi-Fi非対応機種となっている。
VoLTEに対応することから、既存ユーザーはau ICカードの交換（au Nano IC Card 04 LEへの交換）が必要となる。
当機種はSIMロック解除の義務化開始後に発売された機種であるが、日本国内の周波数帯専用音声端末扱いとなるため先述のmamorino Watchや後発のmiraie f（KYV39）やmamorino4（ZTF32）、後続のかんたんケータイシリーズ（KYF36・KYF38・KYF41・KYF43）と同様、SIMロック解除に関しては非対応となる。
キャッチコピーは「見やすく・聞きやすく・押しやすく。安心快適な使い心地」。

## 沿革
- 2016年（平成28年）7月28日 - KDDI、および京セラより公式発表。
- 2016年7月30日 - 日本全国にて発売開始。

## 搭載オリジナルアプリ
- au ID 設定
- auナビウォーク
- au災害対策
- 安心アクセス for 4G LTE ケータイ
- auバックアップアプリ

## 主な機能・対応サービス
※かんたんケータイ専用のカスタムブラウザが標準装備されている。携帯向けサイト(EZWeb)、およびPC向けサイトはそれぞれ閲覧不可。
- すぐ文字
- スマートソニックレシーバー
- カスタムメニュー

| 主な機能・対応サービス                                                                              | 主な機能・対応サービス | 主な機能・対応サービス                  | 主な機能・対応サービス         |
| --------------------------------------------------------------------------------------------------- | --- | --------------------------------------- | ------------------------------ |
| Google Play Webブラウザ LINE （au 4G LTEケータイ専用版） auスマートパス （au 4G LTEケータイ専用版） | LISMO! for Android （au 4G LTEケータイ専用版） メディアプレイヤー （音楽再生/動画再生対応、音声出力はステレオ出力対応） LISMO WAVE | おサイフケータイ NFC おくだけ充電（Qi） | ワンセグ フルセグ DLNA/DTCP-IP |
| PCメール Gmail EZwebメール SMS                                                                      | デコレーションメール デコレーションアニメ                                                                                          | Friends Note                            | PCドキュメント                 |
| au Smart Sports Run & Walk Karada Manager ゴルフ(web版) 歩数計                                      | GPS 方位計 | au oneナビウォーク au one助手席ナビ     | au one ニュースEX au one GREE  |
| かんたんメニュー じぶん銀行                                                                         | 緊急速報メール | Bluetooth                               | 無線LAN機能 (Wi-Fi)            |
| 赤外線通信                                                                                          | au VoLTE （シンクコール非対応） au 4G LTE （CA非対応） WiMAX 2+                                                                    | au世界サービス                          | auフェムトセル auシェアリング  |
| microSDHC microSDXC                                                                                 | モーションセンサー(6軸) | 防水 防塵 耐衝撃                        | 簡易留守録 着信拒否設定        |